# Italienische Botschaft in Madrid

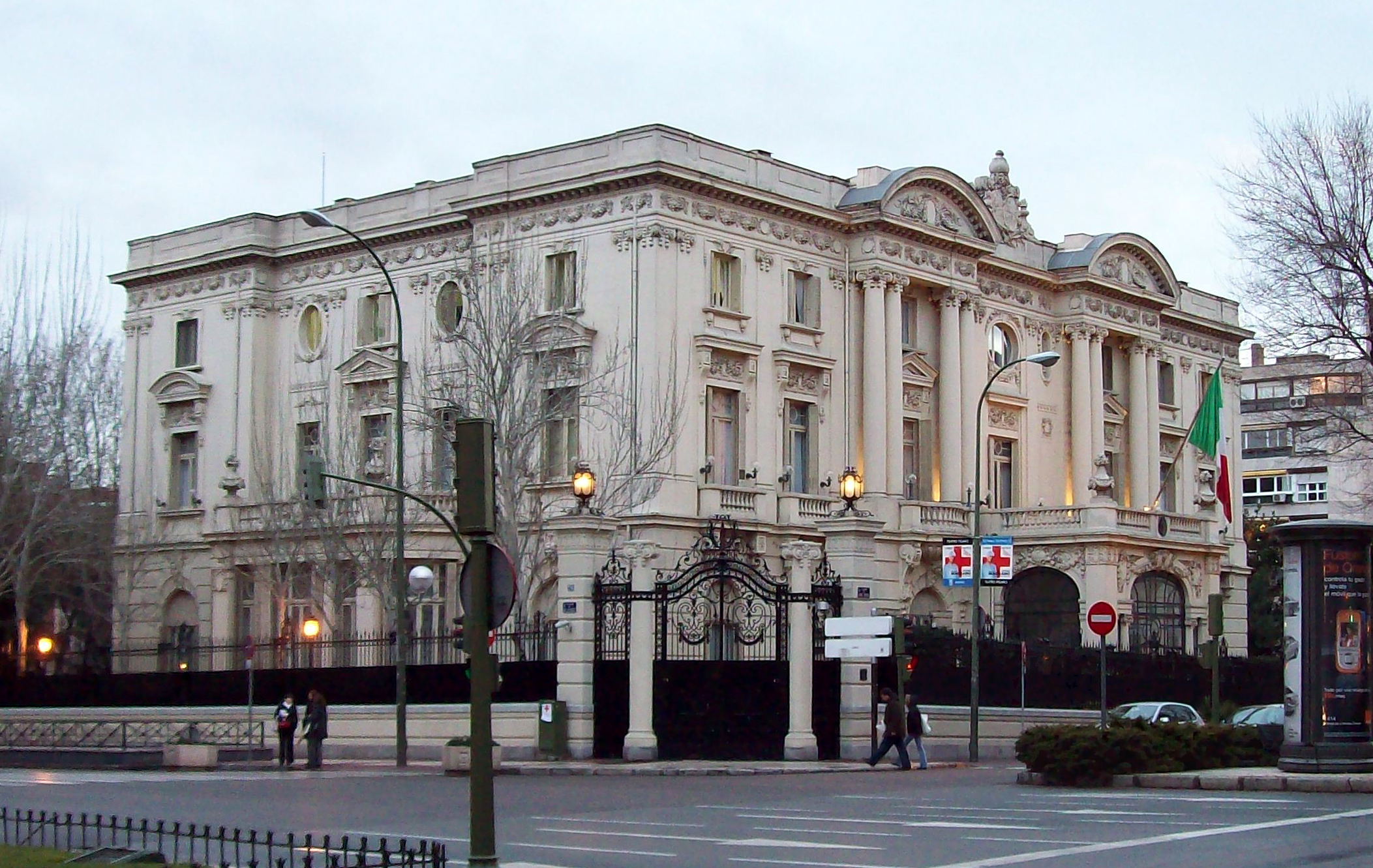
Palacio de Amboage, Sitz der Botschaft in Madrid

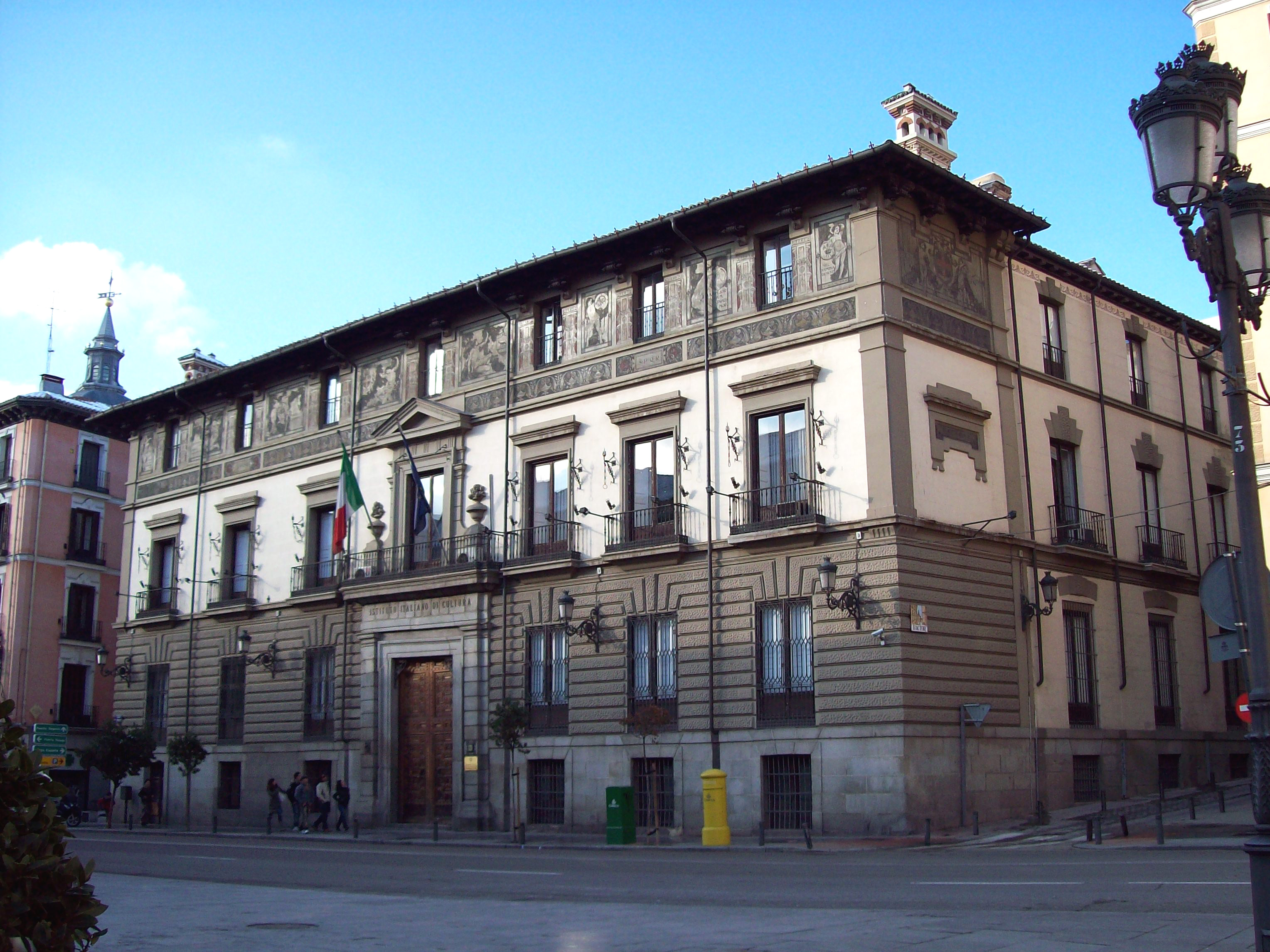
Palacio de Abrantes, ehemaliger Sitz der Botschaft, heute Sitz des italienischen Kulturinstituts in Madrid

Die Italienische Botschaft in Madrid ist die diplomatische Vertretung Italiens in Spanien. Sie befindet sich im nordöstlich des Stadtzentrums von Madrid im Stadtteil Salamanca an der Calle de Lagasca und Calle Juan Bravo gelegenen Palacio de Amboage.

## Geschichte
Bis 1936 befand sich die italienische Botschaft im Palacio de Abrantes in der Calle Mayor (⊙), unweit des Palacio Real. Gegen Ende des Bürgerkriegs erwarb Italien 1939 im Neubaugebiet im Nordosten der Stadt den während des Ersten Weltkrieges errichteten Palacio Amboage. Das eindrucksvolle Stadtpalais wurde von dem Architekten Joaquín Rojí für den sehr vermögenden Marquis de Amboage entworfen. Nach dem Umzug der Botschaft richtete sich im Palacio de Abrantes das italienische Kulturinstitut Madrid ein.
Im derzeitigen Botschaftsgebäude befindet sich sowohl die Kanzlei als auch die Residenz des Botschafters. In den repräsentativen Räumen der Botschaft sind etliche Kunstwerke ausgestellt, die entweder dem italienischen Außenministerium gehören oder von verschiedenen italienischen Museen leihweise zur Verfügung gestellt wurden.